# Francisco Gómez del Campillo
Francisco Gómez del Campillo   (Daroca, 1873 - Barcelona, 1945) fou catedràtic d'Institucions de Dret Canònic i rector de la Universitat de Barcelona.

## Biografia
Francisco Gómez del Campillo és nomenat el 9 de març de 1914 catedràtic d'Institucions de dret canònic, tasca que exerceix fins que es jubila el dia 2 d'abril de 1943. A partir del 18 de juliol de 1936 és separat de la càtedra un breu període pel govern republicà. També fou catedràtic de dret canònic.
Entre 1941 i 1945 va exercir de rector de la Universitat de Barcelona, càrrec que compatibilitzaria amb el de Juez instructor para la depuración del profesorado universitario a la UB pel que va ser nomenat el 12 d'abril de 1939. Es va encarregar, principalment, de la depuració del personal docent de la universitat. L'any 1944 és condecorat amb l'Orde Civil d'Alfons X el Savi. Morí a Barcelona l'any 1945.

## Publicacions
- «Apuntes para el estudio de las instituciones jurídicas de la iglesia de España desde el siglo VIII al XI» a Separata d'Anales de la Universidad de Barcelona. Barcelona: Imprenta Elzeveriana y Librería Camí, 1943. Disponible a: Catàleg de les biblioteques de la UB
- El Conde de Aranda en su embajada a Francia: años 1773-1787 [discurs llegit en l'acte de la seva recepcció]. Madrid: [s.n.], 1945. Disponible a: Catàleg de les biblioteques de la UB
- «Consideraciones acerca del derecho egipcio» a Separata de Revista de legislación y jurisprudencia. Madrid: Imprenta de la Revista de legislación, 1893. Disponible a: Catàleg de les biblioteques de la UB
- Derecho canónico: parte general. Barcelona: Casa Provincial de Caridad, 1953. Disponible a: Catàleg de les biblioteques de la UB
- Derecho eclesiástico general y particular de España: curso de 1918 a 1919: con arreglo al nuevo código canónico. Barcelona: Librería de Agustín Bosch, 1918. Disponible a: Catàleg de les biblioteques de la UB
- Derecho matrimonial canónico. Barcelona: Casa Provincial de Caridad, 1948. Disponible a: Catàleg de les biblioteques de la UB
- Programa-guía con notas bibliográficas para el estudio del derecho canónico general y particular de España. Barcelona: Barcelonesa, 1921. Disponible a: Catàleg de les biblioteques de la UB